# Tư Hưng

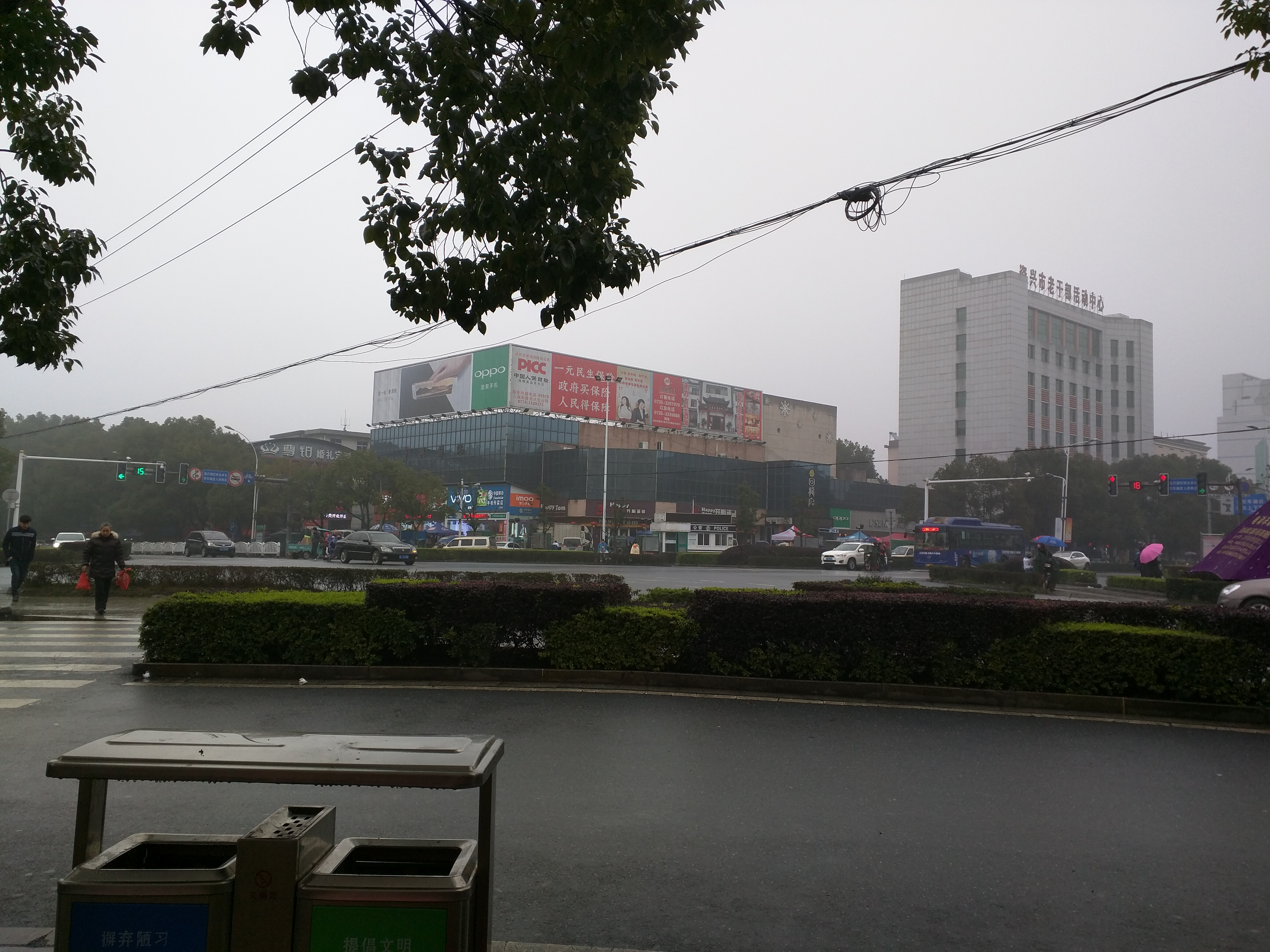
Tư Hưng.

Tư Hưng (chữ Hán giản thể: 资兴市) là một thành phố cấp huyện thuộc địa cấp thị Sâm Châu tỉnh Hồ Nam, Cộng hòa Nhân dân Trung Hoa. Tư Hưng có diện tích 2716 ki-lô-mét vuông, dân số năm 2002 là 360.000 người. Thời nhà Hán lập huyện, thời Tam Quốc đổi tên thành huyện Dương An, Tây Tấn đổi tên thành huyện Tấn Ninh, sau nhập vào huyện Sâm. Thời nhà Đường lập huyện Tư Hưng lấy tên theo sông Tư Hưng. Thời nhà Tống đổi tên thành huyện Hưng Ninh. Năm 1914, do trùng tên với huyện Hưng Ninh của Quảng Đông nên đổi thành huyện Tư Hưng. Năm 1961 tách một phần lập thành phố cấp huyện Đông Giang. Năm 1984, lập thành phố cấp huyện trên toàn bộ huyện.
Nhiệt độ bình quân ở Tư Hưng là 16℃, giáng thủy hàng năm là 1538 mm.